# Львово (Херсонская область)
Львово (укр. Львове) — село в Тягинской сельской общине Бериславского района Херсонской области Украины.
В ходе полномасштабного вторжения России в Украину в феврале 2022 года село Львово было оккупировано. Освобождено 11 ноября 2022 года в ходе контрнаступления ВСУ в Херсонской области.
Почтовый индекс — 74333. Телефонный код — 5546. Код КОАТУУ — 6520683001.

## Население
Население по переписи 2001 года составляло 2565 человек. Население в 2024 году составляло 145 человек.

### Языковой состав
Родной язык населения по данным переписи 2001 года:
| Язык       | Численность, чел. | Доля     |
| ---------- | ----------------- | -------- |
| Украинский | 2 317             | 90,33 %  |
| Русский    | 238               | 9,28 %   |
| Другое     | 10                | 0,39 %   |
| Итого      | 2 565             | 100,00 % |

## Местный совет
74331, Херсонская обл., Бериславский р-н, с. Львово, ул. Советская, 63